# Detlef Hofmann
Detlef Hofmann (Karlsruhe, 12 novembre 1963) è un ex canoista tedesco.

## Palmarès

### Olimpiadi
- 1 medaglia:
  - 1 oro (Atlanta 1996 nel K4 1000 metri)

### Mondiali
- 5 medaglie:
  - 3 ori (Parigi 1991 nel K4 500 metri; Parigi 1991 nel K4 10000 metri; Duisburg 1995 nel K4 1000 metri)
  - 2 argenti (Parigi 1991 nel K4 1000 metri; Duisburg 1995 nel K4 500 metri)